# Christoph Butterwegge
Cristoph Butterwegge, född 26 januari 1951 i Albersloh nära Sendenhorst, Nordrhein-Westfalen, är en tysk statsvetare och fattigdomsforskare. Han var från 1998 till 2016 professor i statsvetenskap vid institutet för jämförande utbildningsforskning och sociologi vid den humanvetenskapliga fakulteten vid Kölns universitet, samt medlem av forskningscentrat för interkulturella studier. Sedan oktober 2016 är han pensionerad. 
Butterwegge var i perioderna 1970–1975 och 1987–2005 medlem av SPD. Sedan han lämnade SPD 2005 har han inte varit medlem av något parti, men nominerades inför Förbundsförsamlingen 2017 av Die Linke till partiets kandidat till Tysklands förbundspresident. Han förlorade valet till Frank-Walter Steinmeier (SPD).